# Floresta (kommun i Brasilien, Pernambuco, lat -8,58, long -38,30)
Floresta är en kommun i Brasilien.   Den ligger i delstaten Pernambuco, i den östra delen av landet, 1 300 km nordost om huvudstaden Brasília. Antalet invånare är 29 284.
Följande samhällen finns i Floresta:
- Floresta

Omgivningarna runt Floresta är huvudsakligen savann. Runt Floresta är det mycket glesbefolkat, med 7 invånare per kvadratkilometer.